# Берт (Айова)
Берт (англ. Burt) — місто (англ. city) в США, в окрузі Кошут штату Айова. Населення — 418 осіб (2020).

## Географія
Берт розташований за координатами 43°11′56″ пн. ш. 94°13′16″ зх. д. / 43.19889° пн. ш. 94.22111° зх. д. (43.198909, -94.221054).  За даними Бюро перепису населення США в 2010 році місто мало площу 1,13 км², уся площа — суходіл.

## Демографія
Згідно з переписом 2010 року, у місті мешкали 533 особи в 206 домогосподарствах у складі 130 родин. Густота населення становила 473 особи/км².  Було 232 помешкання (206/км²).
Расовий склад населення:
| - 97,9 % — білих - 0,2 % — чорних або афроамериканців |

До двох чи більше рас належало 1,5 %. Частка іспаномовних становила 1,3 % від усіх жителів.
За віковим діапазоном населення розподілялося таким чином: 26,5 % — особи молодші 18 років, 57,9 % — особи у віці 18—64 років, 15,6 % — особи у віці 65 років та старші. Медіана віку мешканця становила 38,2 року. На 100 осіб жіночої статі у місті припадало 85,7 чоловіків;  на 100 жінок у віці від 18 років та старших — 81,5 чоловіків також старших 18 років.
Середній дохід на одне домашнє господарство  становив 55 903 долари США (медіана — 39 333), а середній дохід на одну сім'ю — 75 427 доларів (медіана — 51 375). Медіана доходів становила 43 125 доларів для чоловіків та 35 795 доларів для жінок. За межею бідності перебувало 24,4 % осіб, у тому числі 30,5 % дітей у віці до 18 років та 10,6 % осіб у віці 65 років та старших.
Цивільне працевлаштоване населення становило 217 осіб. Основні галузі зайнятості: освіта, охорона здоров'я та соціальна допомога — 26,3 %, виробництво — 15,7 %, роздрібна торгівля — 12,9 %, фінанси, страхування та нерухомість — 10,6 %.